# 渋谷地下街
渋谷地下街（しぶやちかがい）は、東京都渋谷区道玄坂二丁目にある地下街。略称はしぶちか。株式会社渋谷地下街は不動産管理やデジタルイメージングを事業とし、東急グループに属する。
1957年（昭和32年）に誕生し、公式サイトでは「日本で一番古い地下商店街」（規模的な意味合いで）を自称している（ただし実際には、上野駅地下鉄ストア（現：エチカフィット上野）や浅草地下街など、現存する地下街でより歴史が古いものが複数存在する）。
渋谷駅と直結している。婦人向けの洋品店や雑貨店などが中心となって軒を連ねる。

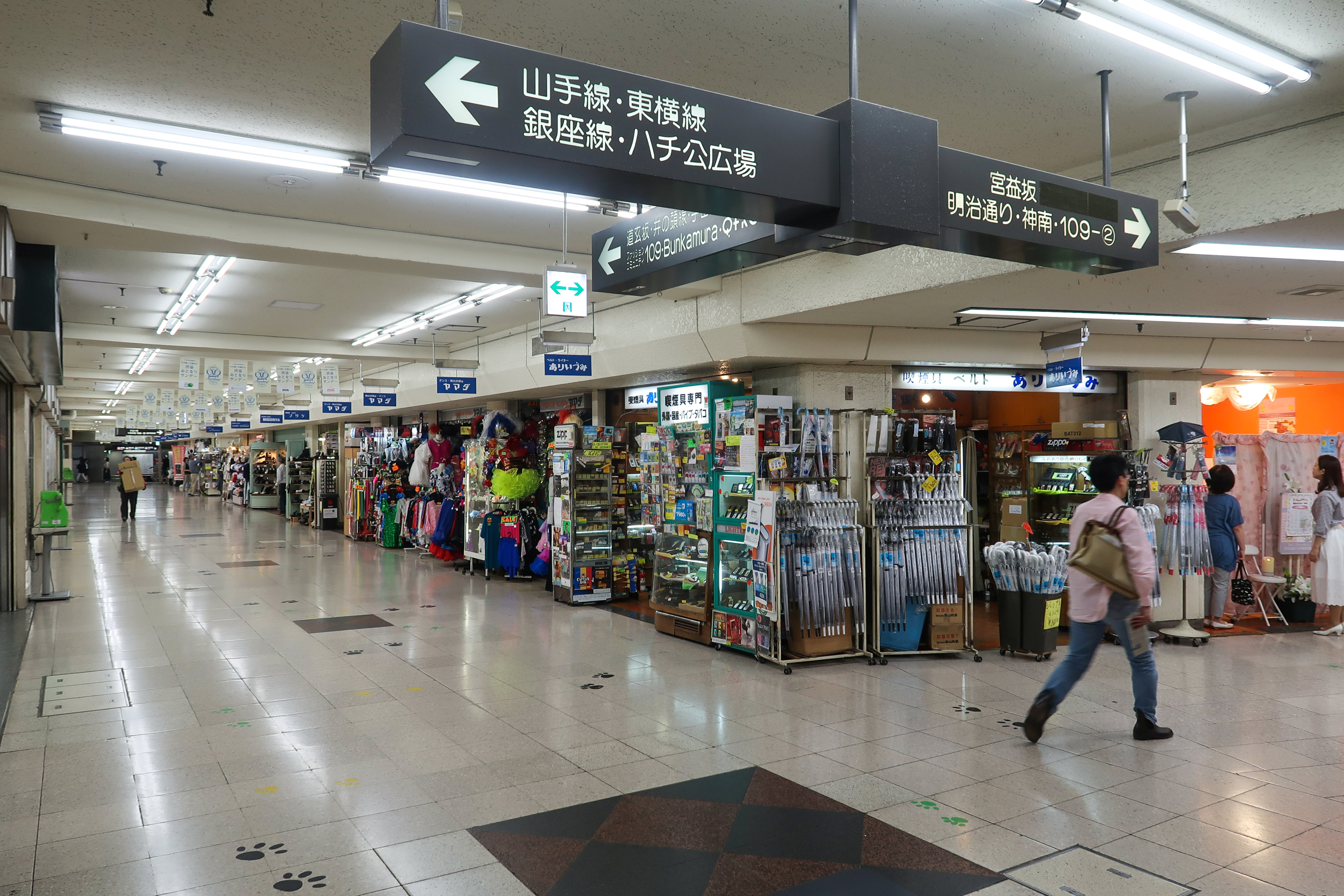
改装前の渋谷地下街（2018年）

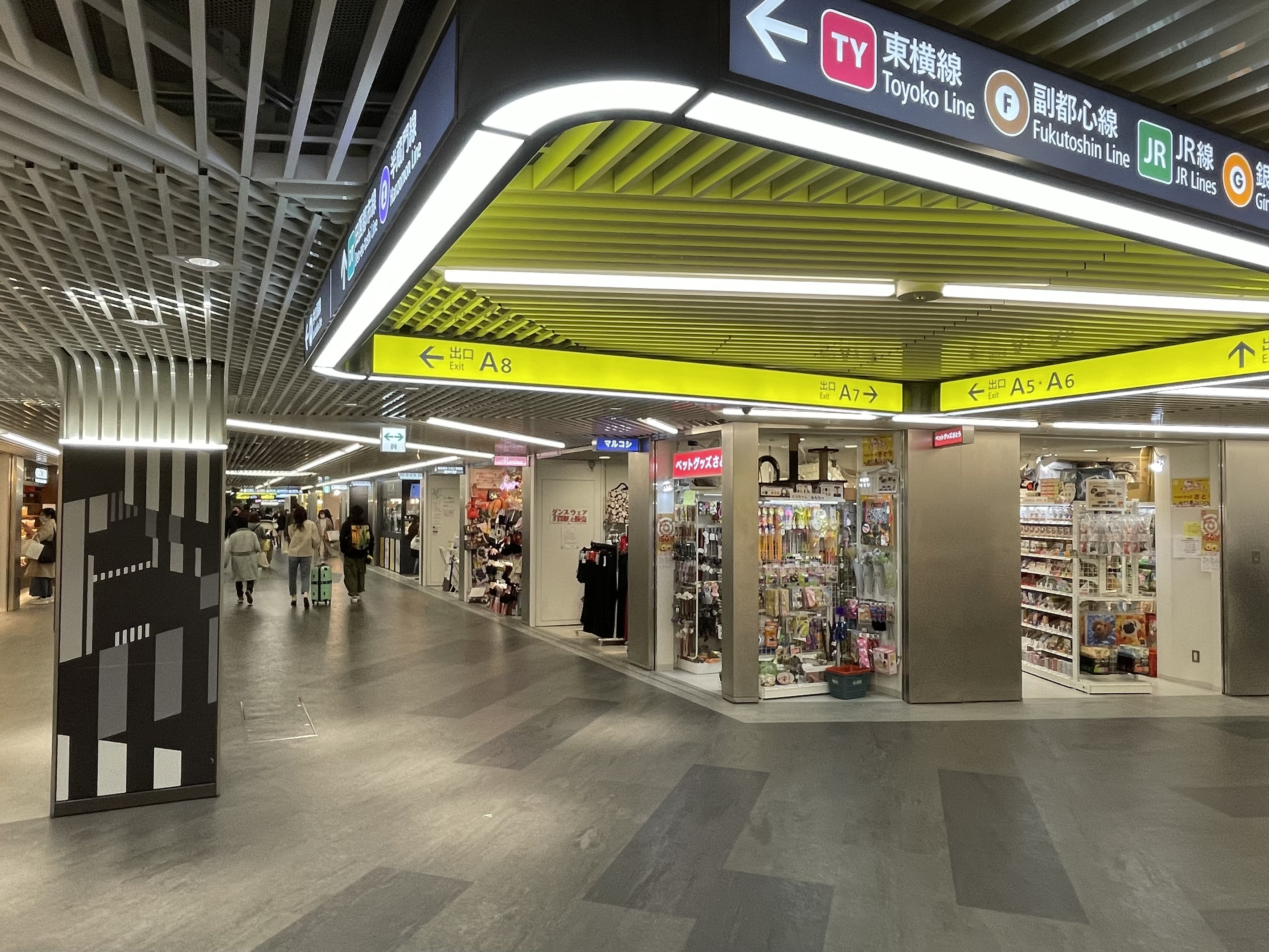
改装後の渋谷地下街（2021年）

## 概要
- 開業: 1957年12月
- 面積: 4,676m2
- 運営母体: 渋谷地下街株式会社(非上場、東急百貨店、東急が出資)
- 営業時間: 店舗により異なるが、深夜時間帯は商店街自体が閉鎖されている。
- 改装工事のため、2020年9月末に営業を停止し、2021年7月に営業再開。

## 交通
東急・JR・京王・地下鉄各線の渋谷駅より徒歩数分。